# هلن بوشه
هلن بوشه (به فرانسوی: Hélène Boucher؛ ‏۲۳ مه ۱۹۰۸ – ۳۰ نوامبر ۱۹۳۴) از اولین خلبانان زن اهل فرانسه بود. او در اوایل دهۀ ۱۹۳۰ مجموعه‌ای از چند رکورد سرعت جهان زنان را برجای گذاشت و یک بار هم رکورد جهانی را شکست ولی عاقبت در سال ۱۹۳۴ در سن ۲۶ سالگی در اثر یک سانحه هوایی کشته شد.

## نگارخانه

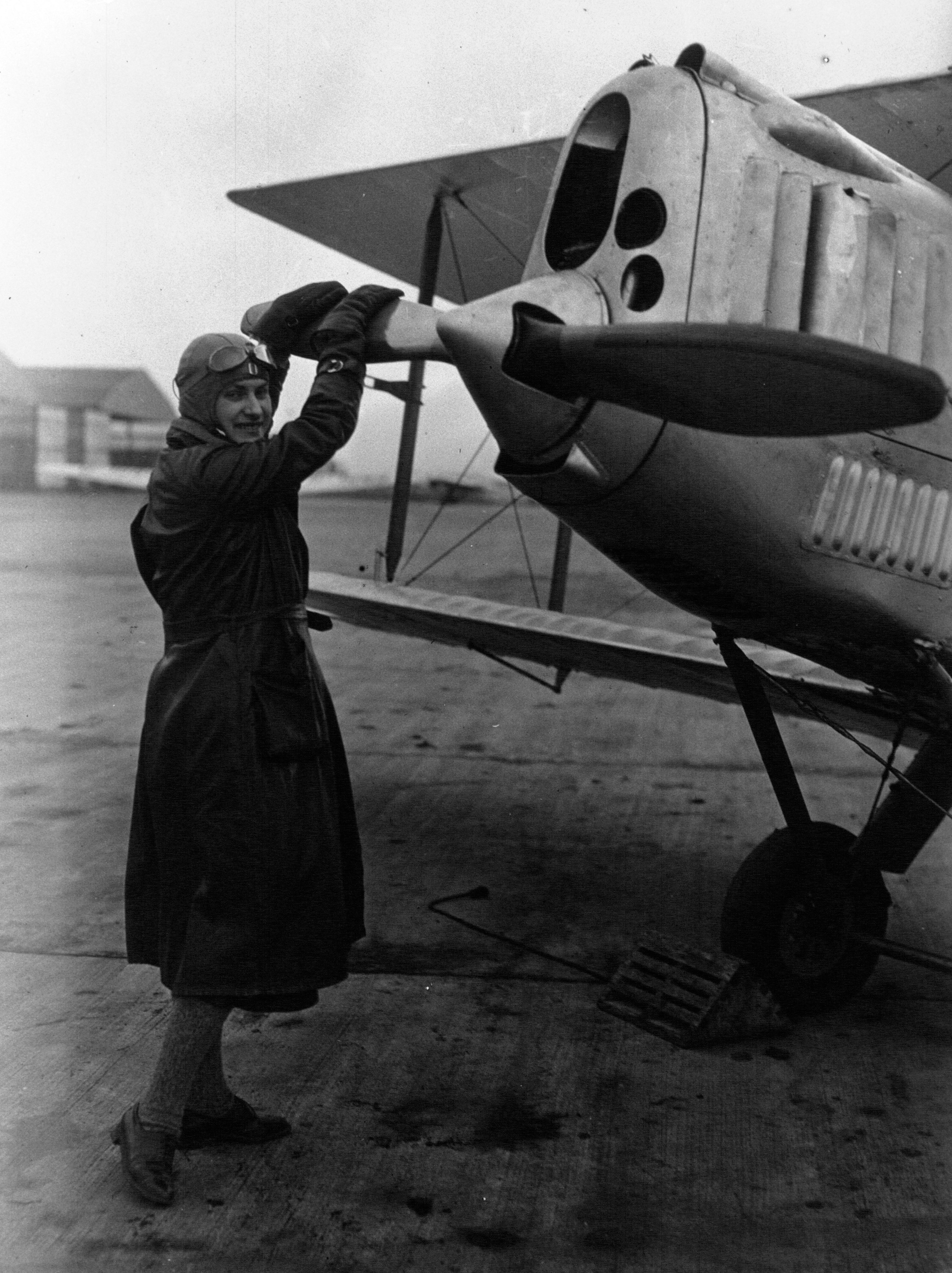
بوچر با هواپیمای سیروس
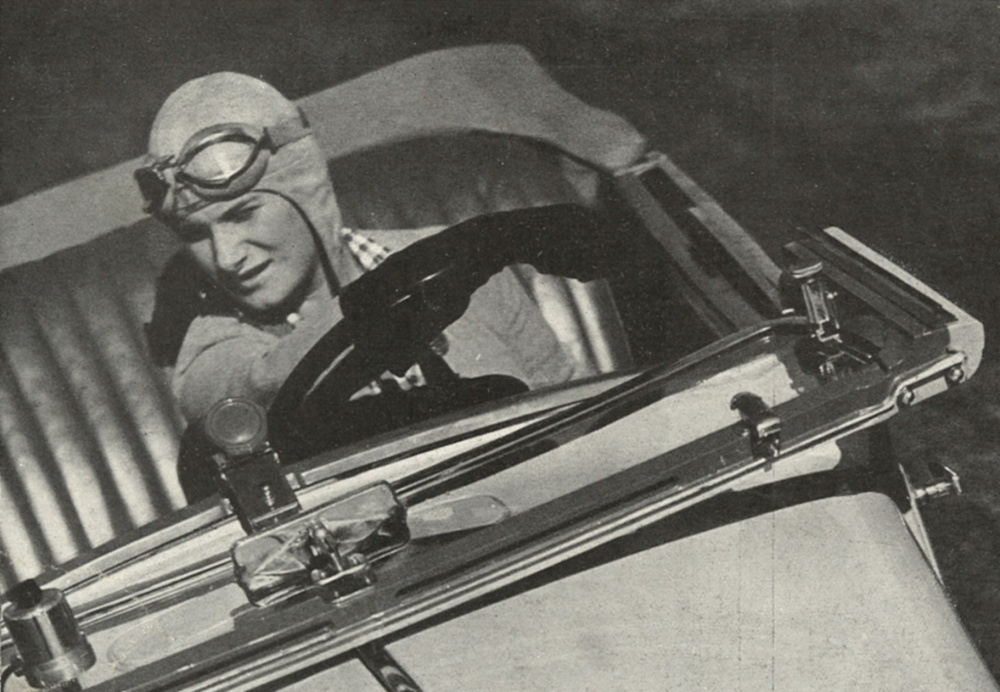
هلن بوشه درحال رانندگی
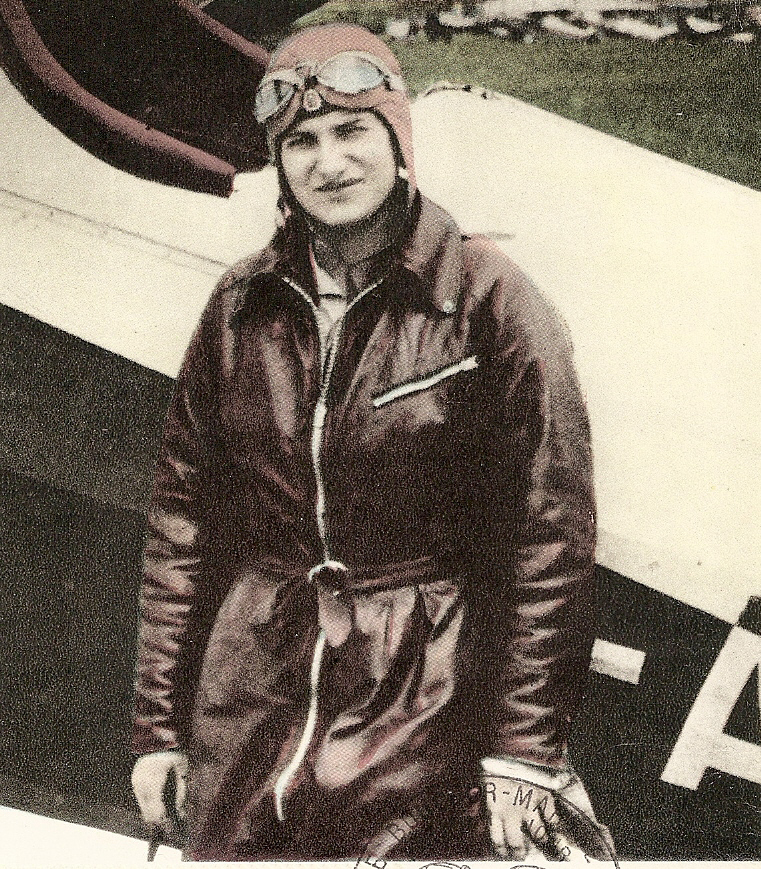
هلن بوشه با لباس خلبانی